# FK Inter Bratislava
Der Futbalový klub Inter Bratislava, kurz FK Inter Bratislava oder einfach nur Inter Bratislava, ist ein Fußballverein aus der slowakischen Hauptstadt Bratislava.

## Geschichte
Im Jahre 1940 wurde in der Raffinerie Apollo ein Sportklub gegründet, eine Fußballabteilung entstand erst fünf Jahre später. 1949 wurde der Klub in Sokol Apollo umbenannt, 1952 in DŠO Iskra Slovnaft, nach dem neuen Namen der Raffinerie. Zehn Jahre später wechselte die gesamte erste Mannschaft von Červená Hviezda Bratislava ("Roter Stern") zu Slovnaft, das 1966 in TJ Internacionál Bratislava umbenannt wurde.
Inter spielte mit Ausnahme der Saisonen 1972/73 und 1986/87 immer in der ersten tschechoslowakischen Liga. Der Klub gewann 1984, 1988 und 1990 den slowakischen Pokal. Im Kader der siegreichen tschechoslowakischen Nationalmannschaft spielte während der EM 1976 in Jugoslawien auch ein Spieler von Inter, Ladislav Jurkemik.
Nach der Auflösung der Tschechoslowakei spielte Inter in der slowakischen Liga lange Zeit vorne mit. Besonders erfolgreich war die Zeit um die Jahrtausendwende: In den Jahren 2000 und 2001 gewann Inter sowohl die Meisterschaft als auch den Pokal. In der Saison 2006/07 stieg der Klub schließlich aus der Corgoň liga in die zweite slowakische Spielklasse ab.
Inter wurde in der Saison 2008/09 Meister in der zweiten Liga und sollte damit 2009/10 wieder in der Corgoň liga spielen. Die A-Mannschaft wurde jedoch am 18. Juni 2009 aufgelöst und fusionierte mit dem Klub FK Senica aus der gleichnamigen Stadt, der auch der rechtliche Nachfolger ist. Die Junioren-Mannschaften existieren aber weiter und sind im Besitz einer Bürgergemeinschaft, einem ehemaligen Fanclub von Inter Bratislava. Ende April 2010 wurde eine neue A-Mannschaft von dieser Bürgergemeinschaft gegründet, die aber zuerst in der niedrigsten 5. Liga spielen und auch noch nicht im ehemaligen Heimstadion Pasienky spielen konnte. Im Mai 2011 ist Inter in die 4. Liga aufgestiegen.

## Sportliche Erfolge
- Tschechoslowakischer Fußballmeister: 1959 (dieser Titel wurde von ČH Bratislava gewonnen)
- Slowakischer Meister: 2000 und 2001
- Slowakischer Pokalsieger: 1984, 1988, 1990 und 1995, 2000 sowie 2001
- Slowakischer Supercupsieger: 1995
- International Football Cup: 1963, 1964

## Europapokalbilanz
| Saison    | Wettbewerb                    | Runde                  | Gegner                  | Gesamt | Hin       | Rück          |
| --------- | ----------------------------- | ---------------------- | ----------------------- | ------ | --------- | ------------- |
| 1959/60   | Europapokal der Landesmeister | Vorrunde               | FC Porto                | 4:1    | 2:1 (H)   | 2:0 (A)       |
| 1959/60   | Europapokal der Landesmeister | 1. Runde               | Glasgow Rangers         | 4:5    | 3:4 (A)   | 1:1 (H)       |
| 1975/76   | UEFA-Pokal                    | 1. Runde               | Real Saragossa          | 8:2    | 5:0 (H)   | 3:2 (A)       |
| 1975/76   | UEFA-Pokal                    | 2. Runde               | AEK Athen               | 3:3    | 2:0 (H)   | 1:3 (A)       |
| 1975/76   | UEFA-Pokal                    | 3. Runde               | FKS Stal Mielec         | 1:2    | 1:0 (H)   | 0:2 (A)       |
| 1977/78   | UEFA-Pokal                    | 1. Runde               | SK Rapid Wien           | 3:1    | 0:1 (A)   | 3:0 (H)       |
| 1977/78   | UEFA-Pokal                    | 2. Runde               | Grasshopper Club Zürich | 2:5    | 1:0 (H)   | 1:5 (A)       |
| 1983/84   | UEFA-Pokal                    | 1. Runde               | Rabat Ajax FC           | 16:00  | 10:0 (H)0 | 6:0 (A)       |
| 1983/84   | UEFA-Pokal                    | 2. Runde               | FK Radnički Niš         | 3:6    | 0:4 (A)   | 3:2 (H)       |
| 1984/85   | Europapokal der Pokalsieger   | 1. Runde               | Kuusysi Lahti           | 2:1    | 2:1 (H)   | 0:0 (A)       |
| 1984/85   | Europapokal der Pokalsieger   | 2. Runde               | FC Everton              | 0:4    | 0:1 (H)   | 0:3 (A)       |
| 1988/89   | Europapokal der Pokalsieger   | 1. Runde               | ZFKA Sredez Sofia       | 2:8    | 2:3 (H)   | 0:5 (A)       |
| 1990/91   | UEFA-Pokal                    | 1. Runde               | FC Avenir Beggen        | 6:2    | 1:2 (A)   | 5:0 (H)       |
| 1990/91   | UEFA-Pokal                    | 2. Runde               | 1. FC Köln              | 1:2    | 1:0 (A)   | 0:2 (H)       |
| 1994/95   | UEFA-Pokal                    | Vorrunde               | Myllykosken Pallo -47   | 1:3    | 0:3 (H)   | 1:0 (A)       |
| 1995/96   | Europapokal der Pokalsieger   | Vorrunde               | FC Valletta             | 5:2    | 0:0 (A)   | 5:2 (H)       |
| 1995/96   | Europapokal der Pokalsieger   | 1. Runde               | Real Saragossa          | 1:5    | 0:2 (H)   | 1:3 (A)       |
| 1998/99   | UEFA-Pokal                    | 1. Qualifikationsrunde | SK Tirana               | 4:0    | 2:0 (H)   | 2:0 (A)       |
| 1998/99   | UEFA-Pokal                    | 2. Qualifikationsrunde | Slavia Prag             | 2:4    | 0:4 (A)   | 2:0 (H)       |
| 1999/2000 | UEFA-Pokal                    | Qualifikation          | KS Bylis Ballsh         | 5:1    | 3:1 (H)   | 2:0 (A)       |
| 1999/2000 | UEFA-Pokal                    | 1. Runde               | SK Rapid Wien           | 3:1    | 1:0 (H)   | 2:1 (A)       |
| 1999/2000 | UEFA-Pokal                    | 2. Runde               | FC Nantes               | 0:7    | 0:3 (H)   | 0:4 (A)       |
| 2000/01   | UEFA Champions League         | 2. Qualifikationsrunde | Haka Valkeakoski        | 1:0    | 0:0 (A)   | 1:0 n. V. (H) |
| 2000/01   | UEFA Champions League         | 3. Qualifikationsrunde | Olympique Lyon          | 2:4    | 1:2 (H)   | 1:2 (A)       |
| 2000/01   | UEFA-Pokal                    | 1. Runde               | Roda JC Kerkrade        | 4:1    | 2:0 (A)   | 2:1 (H)       |
| 2000/01   | UEFA-Pokal                    | 2. Runde               | Lokomotive Moskau       | 1:3    | 0:1 (A)   | 1:2 (H)       |
| 2001/02   | UEFA Champions League         | 2. Qualifikationsrunde | FK Slawija-Masyr        | 2:0    | 1:0 (A)   | 1:0 (H)       |
| 2001/02   | UEFA Champions League         | 3. Qualifikationsrunde | Rosenborg Trondheim     | 3:7    | 3:3 (H)   | 0:4 (A)       |
| 2001/02   | UEFA-Pokal                    | 1. Runde               | Litex Lowetsch          | 1:3    | 1:0 (H)   | 0:3 (A)       |

Gesamtbilanz: 58 Spiele, 29 Siege, 5 Unentschieden, 24 Niederlagen, 90:83 Tore (Tordifferenz +7)

## Trainer
- Jozef Adamec (1989–1991, 1992–1993, 1995)
- Jozef Barmoš (2004–2005)
- Ladislav Jurkemik (2006–2008)

## Spieler
- Vladimír Weiss (1958–1969)
- Adolf Scherer (1962–1965)
- Jozef Barmoš (1970–1978)
- Ladislav Jurkemik (1972–1980, 1981–1984)
- Rolf Martin Landerl (1995–1997)
- Marek Čech (19??–2001) Jugend, (2001–2004) Spieler,
- Szilárd Németh (1999–2001)
- Juraj Halenár (19??–2002) Jugend, (2002–2005) Spieler,
- Marián Čišovský (1999–2004)

## Vereinsnamen
- 1940–1945 =  Apollo
- 1945–1949 =  ŠK Apollo
- 1949–1952 =  Sokol Apollo
- 1952–1962 =  DŠO Iskra Slovnaft
- 1962–1965 =  TJ Slovnaft Bratislava (Fusion mit Čh Bratislava)
- 1965–1986 =  TJ Internacionál Slovnaft Bratislava
- 1986–1990 =  TJ Internacionál ZŤS Slovnaft Petržalka (Fusion mit ZŤS Petržalka)
- 1990–1992 =  TJ Internacionál Bratislava Slovnaft
- 1992–2004 =  AŠK Inter Slovnaft Bratislava
- 2004–2009 =  FK Inter Bratislava